# Nymphidium onaeum
Nymphidium onaeum is een vlindersoort uit de familie van de prachtvlinders (Riodinidae), onderfamilie Riodininae.
Nymphidium onaeum werd in 1869 beschreven door Hewitson.